# دونا دنيس
دونا دنيس (بالإنجليزية: Donna Dennis)‏ هي نحّاتة أمريكية، ولدت في 1942.